# Treizième circonscription du Pas-de-Calais
La treizième circonscription du Pas-de-Calais est une ancienne circonscription qui était en place jusqu'en 2012.
Elle était l'une des quatorze circonscriptions législatives françaises que comptait le département du Pas-de-Calais (62) situé en région Nord-Pas-de-Calais. 

## Description géographique et démographique

### De 1958 à 1986
Le département avait quatorze circonscriptions.
La treizième circonscription du Pas-de-Calais était composée de :
- commune de Billy-Montigny
- commune de Fouquières-lès-Lens
- commune de Lens
- commune de Loison-sous-Lens
- commune de Noyelles-sous-Lens
- commune de Sallaumines

Source : Journal Officiel du 14-15 Octobre 1958.

### Depuis 1988
La treizième circonscription du Pas-de-Calais est délimitée par le découpage électoral de la loi n°86-1197 du 24 novembre 1986
, elle regroupe les divisions administratives suivantes : 
- Canton d'Harnes
- Canton de Lens-Est
- Canton de Lens-Nord-Est
- Canton de Lens-Nord-Ouest.

D'après le recensement général de la population en 1999, réalisé par l'Institut national de la statistique et des études économiques (INSEE), la population de cette circonscription est estimée à 105072 habitants,.

## Historique des députations
| Législature | Début de mandat | Fin de mandat  | Député            | Parti politique | Observations                                                                          |
| ----------- | --------------- | -------------- | ----------------- | --------------- | ------------------------------------------------------------------------------------- |
| IXe         | 23 juin 1988    | 1er avril 1993 | Jean-Claude Bois  | PS              | ...                                                                                   |
| Xe          | 2 avril 1993    | 21 avril 1997  | Jean-Claude Bois, | PS,             | Mandat écourté à la suite d'une dissolution parlementaire décidée par Jacques Chirac. |
| XIe         | 12 juin 1997    | 18 juin 2002   | Jean-Claude Bois, | PS,             | ...                                                                                   |
| XIIe        | 19 juin 2002    | 19 juin 2007   | Jean-Claude Bois, | PS,             | ...                                                                                   |
| XIIIe       | 20 juin 2007    | 19 juin 2012   | Guy Delcourt      | PS              | ...                                                                                   |

## Historique des élections

### Élections de 1958
| Candidat       | Candidat             | Parti          | Premier tour | Premier tour | Second tour | Second tour |  |
| Candidat       | Candidat             | Parti          | Voix         | %            | Voix        | %           |  |
| -------------- | -------------------- | -------------- | ------------ | ------------ | ----------- | ----------- |  |
|                | Ernest Schaffner élu | SFIO           | 15 353       | 42,95        | 20 811      | 60,83       |  |
|                | Jean Ooghe           | PCF            | 12 751       | 35,67        | 13 398      | 39,17       |  |
|                | Émile Coyez          | UNR            | 4 100        | 11,47        | Retrait     | Retrait     |  |
|                | Marceau Lantoine     | MRP            | 3 546        | 9,92         | Retrait     | Retrait     |  |
|                |                      |                |              |              |             |             |  |
| Inscrits       | Inscrits             | Inscrits       | 43 185       | 100,00       | 43 186      | 100,00      |  |
| Abstentions    | Abstentions          | Abstentions    | 6 782        | 15,7         | 7 752       | 17,95       |  |
| Votants        | Votants              | Votants        | 36 403       | 84,3         | 35 434      | 82,05       |  |
| Blancs et nuls | Blancs et nuls       | Blancs et nuls | 653          | 1,79         | 1 225       | 3,46        |  |
| Exprimés       | Exprimés             | Exprimés       | 35 750       | 98,21        | 34 209      | 96,54       |  |

Le suppléant d'Ernest Schaffner était Lucien Harmant, maire de Loison-sous-Lens.

### Élections de 1962
| Candidat       | Candidat                       | Parti          | Premier tour | Premier tour | Second tour | Second tour |  |
| Candidat       | Candidat                       | Parti          | Voix         | %            | Voix        | %           |  |
| -------------- | ------------------------------ | -------------- | ------------ | ------------ | ----------- | ----------- |  |
|                | Jules Tell                     | PCF            | 11 759       | 35,74        | 14 642      | 40,89       |  |
|                | Ernest Schaffner sortant réélu | SFIO           | 11 670       | 35,47        | 15 694      | 43,82       |  |
|                | Beni Onnès Saïm                | UNR-UDT        | 6 750        | 20,52        | 5 476       | 15,29       |  |
|                | Fernand Lemaille               | MRP            | 2 723        | 8,28         | Retrait     | Retrait     |  |
|                |                                |                |              |              |             |             |  |
| Inscrits       | Inscrits                       | Inscrits       | 44 402       | 100,00       | 44 398      | 100,00      |  |
| Abstentions    | Abstentions                    | Abstentions    | 10 458       | 23,55        | 7 587       | 17,09       |  |
| Votants        | Votants                        | Votants        | 33 944       | 76,45        | 36 811      | 82,91       |  |
| Blancs et nuls | Blancs et nuls                 | Blancs et nuls | 1 042        | 3,07         | 999         | 2,71        |  |
| Exprimés       | Exprimés                       | Exprimés       | 32 902       | 96,93        | 35 812      | 97,29       |  |

Le suppléant d'Ernest Schaffner était Lucien Harmant. Lucien Harmant remplaça Ernest Schaffner, décédé, du 24 septembre 1966 au 2 avril 1967.

### Élections de 1967
| Candidat       | Candidat           | Parti          | Premier tour | Premier tour | Second tour | Second tour |  |
| Candidat       | Candidat           | Parti          | Voix         | %            | Voix        | %           |  |
| -------------- | ------------------ | -------------- | ------------ | ------------ | ----------- | ----------- |  |
|                | André Delelis élu  | FGDS (SFIO)    | 15 309       | 39,13        | 26 551      | 71,69       |  |
|                | Jules Tell         | PCF            | 15 187       | 38,82        | Retrait     | Retrait     |  |
|                | Gaston Van Brabant | UD-Ve          | 8 626        | 22,05        | 10 484      | 28,31       |  |
|                |                    |                |              |              |             |             |  |
| Inscrits       | Inscrits           | Inscrits       | 45 602       | 100,00       | 45 597      | 100,00      |  |
| Abstentions    | Abstentions        | Abstentions    | 5 820        | 12,76        | 7 430       | 16,29       |  |
| Votants        | Votants            | Votants        | 39 782       | 87,24        | 38 167      | 83,71       |  |
| Blancs et nuls | Blancs et nuls     | Blancs et nuls | 660          | 1,66         | 1 132       | 2,97        |  |
| Exprimés       | Exprimés           | Exprimés       | 39 122       | 98,34        | 37 035      | 97,03       |  |

Le suppléant d'André Delelis était Jean-Claude Bois, professeur de collège, adjoint au maire de Lens

### Élections de 1968
| Candidat       | Candidat                    | Parti          | Premier tour | Premier tour | Second tour | Second tour |  |
| Candidat       | Candidat                    | Parti          | Voix         | %            | Voix        | %           |  |
| -------------- | --------------------------- | -------------- | ------------ | ------------ | ----------- | ----------- |  |
|                | André Delelis sortant réélu | FGDS (SFIO)    | 15 157       | 39,83        | 23 612      | 65,93       |  |
|                | Jules Tell                  | PCF            | 11 312       | 29,73        | Retrait     | Retrait     |  |
|                | Gaston Van Brabant          | UDR (URP)      | 10 700       | 28,12        | 12 200      | 34,07       |  |
|                | Gérard Chevalier            | PSU            | 883          | 2,32         |             |             |  |
|                |                             |                |              |              |             |             |  |
| Inscrits       | Inscrits                    | Inscrits       | 45 283       | 100,00       | 45 277      | 100,00      |  |
| Abstentions    | Abstentions                 | Abstentions    | 6 798        | 15,01        | 8 838       | 19,52       |  |
| Votants        | Votants                     | Votants        | 38 485       | 84,99        | 36 439      | 80,48       |  |
| Blancs et nuls | Blancs et nuls              | Blancs et nuls | 433          | 1,13         | 627         | 1,72        |  |
| Exprimés       | Exprimés                    | Exprimés       | 38 052       | 98,87        | 35 812      | 98,28       |  |

Le suppléant d'André Delelis était Paul Beaufils, maire de Billy-Montigny.

### Élections de 1973
|                | André Delelis sortant réélu | PS (UGSD)      | 20 378 | 51     |  |  |  |
|                | Jules Tell                  | PCF            | 11 159 | 27,93  |  |  |  |
|                | Raoul Lamand                | UDR (URP)      | 5 708  | 14,29  |  |  |  |
|                | Jacques Lallart             | CD (MR)        | 1 947  | 4,87   |  |  |  |
|                | Jean Cauchefer              | PSU            | 762    | 1,91   |  |  |  |
|                |                             |                |        |        |  |  |  |
| Inscrits       | Inscrits                    | Inscrits       | 47 409 | 100,00 |  |  |  |
| Abstentions    | Abstentions                 | Abstentions    | 6 810  | 14,36  |  |  |  |
| Votants        | Votants                     | Votants        | 40 599 | 85,64  |  |  |  |
| Blancs et nuls | Blancs et nuls              | Blancs et nuls | 645    | 1,59   |  |  |  |
| Exprimés       | Exprimés                    | Exprimés       | 39 954 | 98,41  |  |  |  |

Le suppléant d'André Delelis était Jean-Claude Bois.

### Élections de 1978
| Candidat       | Candidat                    | Parti              | Premier tour | Premier tour | Second tour | Second tour |  |
| Candidat       | Candidat                    | Parti              | Voix         | %            | Voix        | %           |  |
| -------------- | --------------------------- | ------------------ | ------------ | ------------ | ----------- | ----------- |  |
|                | André Delelis sortant réélu | PS                 | 20 254       | 44,96        | 32 011      | 72,69       |  |
|                | Jules Tell                  | PCF                | 13 766       | 30,56        | Retrait     | Retrait     |  |
|                | Jean-René Le Reste          | RPR                | 7 318        | 16,25        | 12 025      | 27,31       |  |
|                | Gisèle Remteaux             | Divers droite      | 1 806        | 4,01         |             |             |  |
|                | Denis Adler                 | LO                 | 803          | 1,78         |             |             |  |
|                | Beni Onnès Saïm             | Divers droite (DC) | 742          | 1,65         |             |             |  |
|                | Dominique Gérardin          | LCR                | 231          | 0,51         |             |             |  |
|                | Michèle Tainmont            | UOPDP              | 124          | 0,28         |             |             |  |
|                | Inconnu                     | Divers gauche      | 1            | 0            |             |             |  |
|                |                             |                    |              |              |             |             |  |
| Inscrits       | Inscrits                    | Inscrits           | 53 328       | 100,00       | 53 331      | 100,00      |  |
| Abstentions    | Abstentions                 | Abstentions        | 7 333        | 13,75        | 8 229       | 15,43       |  |
| Votants        | Votants                     | Votants            | 45 995       | 86,25        | 45 102      | 84,57       |  |
| Blancs et nuls | Blancs et nuls              | Blancs et nuls     | 950          | 2,07         | 1 066       | 2,36        |  |
| Exprimés       | Exprimés                    | Exprimés           | 45 045       | 97,93        | 44 036      | 97,64       |  |

Le suppléant d'André Delelis était Jean-Claude Bois.

### Élections de 1981
|                | André Delelis sortant réélu | PS             | 22 160 | 55,74  |  |  |  |
|                | Jules Tell                  | PCF            | 9 421  | 23,70  |  |  |  |
|                | Maurice Chevalier           | RPR (UNM)      | 7 374  | 18,55  |  |  |  |
|                | Michel Darras               | LO             | 507    | 1,27   |  |  |  |
|                | Jacques Bondois             | PSU            | 291    | 0,73   |  |  |  |
|                |                             |                |        |        |  |  |  |
| Inscrits       | Inscrits                    | Inscrits       | 53 304 | 100,00 |  |  |  |
| Abstentions    | Abstentions                 | Abstentions    | 13 024 | 24,43  |  |  |  |
| Votants        | Votants                     | Votants        | 40 280 | 75,57  |  |  |  |
| Blancs et nuls | Blancs et nuls              | Blancs et nuls | 527    | 1,31   |  |  |  |
| Exprimés       | Exprimés                    | Exprimés       | 39 753 | 98,69  |  |  |  |

Le suppléant d'André Delelis était Jean-Claude Bois. Jean-Claude Bois remplaça André Delelis, nommé membre du gouvernement, du 25 juillet 1981 au 1er avril 1986.

### Élections de 1988
|                | Jean-Claude Bois élu | PS             | 24 134 | 52,02  |  |  |  |
|                | Gilbert Rolos        | PCF            | 9 387  | 20,23  |  |  |  |
|                | Michel Roger         | UDF (CDS)      | 5 138  | 11,07  |  |  |  |
|                | Hubert Caffet        | FN             | 4 724  | 10,18  |  |  |  |
|                | Patrick Zehnder      | RPR (URC)      | 3 011  | 6,49   |  |  |  |
|                |                      |                |        |        |  |  |  |
| Inscrits       | Inscrits             | Inscrits       | 71 363 | 100,00 |  |  |  |
| Abstentions    | Abstentions          | Abstentions    | 23 565 | 33,02  |  |  |  |
| Votants        | Votants              | Votants        | 47 798 | 66,98  |  |  |  |
| Blancs et nuls | Blancs et nuls       | Blancs et nuls | 1 404  | 2,94   |  |  |  |
| Exprimés       | Exprimés             | Exprimés       | 46 394 | 97,06  |  |  |  |

Le suppléant de Jean-Claude Bois était Michel Bouchez, conseiller municipal de Fouquières-lès-Lens.

### Élections de 1993
| Candidat       | Candidat                       | Parti          | Premier tour | Premier tour | Second tour | Second tour |  |
| Candidat       | Candidat                       | Parti          | Voix         | %            | Voix        | %           |  |
| -------------- | ------------------------------ | -------------- | ------------ | ------------ | ----------- | ----------- |  |
|                | Jean-Claude Bois sortant réélu | PS (ADFP)      | 13 614       | 28,91        | 23 398      | 100,00      |  |
|                | Gilbert Rolos                  | PCF            | 9 985        | 21,2         | Retrait     | Retrait     |  |
|                | Michel Roger                   | UDF (CDS)      | 7 160        | 15,21        |             |             |  |
|                | Francis Wattez                 | FN             | 6 720        | 14,27        |             |             |  |
|                | Maurice Chevalier              | Divers droite  | 2 881        | 6,12         |             |             |  |
|                | Jean-François Caron            | GÉ (EÉ)        | 2 672        | 5,67         |             |             |  |
|                | Clémence Pannecoucke           | LT-LNÉ         | 2 669        | 5,67         |             |             |  |
|                | Catherine Adamus               | LO             | 1 388        | 2,95         |             |             |  |
|                |                                |                |              |              |             |             |  |
| Inscrits       | Inscrits                       | Inscrits       | 70 756       | 100,00       | 70 756      | 100,00      |  |
| Abstentions    | Abstentions                    | Abstentions    | 20 706       | 29,26        | 33 128      | 46,82       |  |
| Votants        | Votants                        | Votants        | 50 050       | 70,74        | 37 628      | 53,18       |  |
| Blancs et nuls | Blancs et nuls                 | Blancs et nuls | 2 961        | 5,92         | 14 230      | 37,82       |  |
| Exprimés       | Exprimés                       | Exprimés       | 47 089       | 94,08        | 23 398      | 62,18       |  |

Le suppléant de Jean-Claude Bois était Bernard Ogiez, professeur de technologie, maire de Pont-à-Vendin.

### Élections de 1997
| Candidat       | Candidat                       | Parti          | Premier tour | Premier tour | Second tour | Second tour |  |
| Candidat       | Candidat                       | Parti          | Voix         | %            | Voix        | %           |  |
| -------------- | ------------------------------ | -------------- | ------------ | ------------ | ----------- | ----------- |  |
|                | Jean-Claude Bois sortant réélu | PS             | 17 229       | 36,49        | 28 880      | 100,00      |  |
|                | Gilbert Rolos                  | PCF            | 10 044       | 21,27        | Retrait     | Retrait     |  |
|                | Bernard Skubic                 | FN             | 8 763        | 18,56        |             |             |  |
|                | Béatrice Permuy                | UDF (PR)       | 5 252        | 11,12        |             |             |  |
|                | François Delbarre              | LO             | 1 916        | 4,06         |             |             |  |
|                | Régis Libessart                | Les Verts      | 1 351        | 2,86         |             |             |  |
|                | Karine Goulin                  | LT-LNÉ         | 823          | 1,74         |             |             |  |
|                | Antony Houzet                  | GÉ             | 751          | 1,59         |             |             |  |
|                | Émile Carpentier               | LDI (CNIP)     | 734          | 1,55         |             |             |  |
|                | Daniel Gensane                 | IR             | 350          | 0,74         |             |             |  |
|                |                                |                |              |              |             |             |  |
| Inscrits       | Inscrits                       | Inscrits       | 70 775       | 100,00       | 70 774      | 100,00      |  |
| Abstentions    | Abstentions                    | Abstentions    | 21 124       | 29,85        | 31 942      | 45,13       |  |
| Votants        | Votants                        | Votants        | 49 651       | 70,15        | 38 832      | 54,87       |  |
| Blancs et nuls | Blancs et nuls                 | Blancs et nuls | 2 438        | 4,91         | 9 952       | 25,63       |  |
| Exprimés       | Exprimés                       | Exprimés       | 47 213       | 95,09        | 28 880      | 74,37       |  |

Le suppléant de Jean-Claude Bois était Bernard Ogiez, maire de Pont-à-Vendin.

### Élections de 2002
| Candidat       | Candidat                       | Parti             | Premier tour | Premier tour | Second tour | Second tour |  |
| Candidat       | Candidat                       | Parti             | Voix         | %            | Voix        | %           |  |
| -------------- | ------------------------------ | ----------------- | ------------ | ------------ | ----------- | ----------- |  |
|                | Jean-Claude Bois sortant réélu | PS                | 16 120       | 38,2         | 25 710      | 67,7        |  |
|                | Marine Le Pen                  | FN                | 10 228       | 24,24        | 12 266      | 32,3        |  |
|                | Yvan Druon                     | PCF               | 5 876        | 13,93        |             |             |  |
|                | Béatrice Permuy                | UMP               | 5 628        | 13,34        |             |             |  |
|                | Christine Degrugillier         | Les Verts         | 772          | 1,83         |             |             |  |
|                | Renata Stankowiak              | LO                | 753          | 1,78         |             |             |  |
|                | Patricia Nowak                 | Divers écologiste | 625          | 1,48         |             |             |  |
|                | Gustave Ansart                 | Pôle républicain  | 558          | 1,32         |             |             |  |
|                | Isabelle Krzywkowski           | LCR               | 421          | 1            |             |             |  |
|                | Marie-Josée Barbet             | MNR               | 403          | 0,96         |             |             |  |
|                | Marc Thorel                    | MÉI               | 294          | 0,7          |             |             |  |
|                | Micheline Ben Mohamed          | CPNT              | 284          | 0,67         |             |             |  |
|                | Naceira Vincent                | Extrême gauche    | 146          | 0,35         |             |             |  |
|                | Alexandra Nguyen-Van-Gam       | Divers écologiste | 87           | 0,21         |             |             |  |
|                |                                |                   |              |              |             |             |  |
| Inscrits       | Inscrits                       | Inscrits          | 71 606       | 100,00       | 71 606      | 100,00      |  |
| Abstentions    | Abstentions                    | Abstentions       | 28 338       | 39,57        | 31 360      | 43,8        |  |
| Votants        | Votants                        | Votants           | 43 268       | 60,43        | 40 246      | 56,2        |  |
| Blancs et nuls | Blancs et nuls                 | Blancs et nuls    | 1 073        | 2,48         | 2 270       | 5,64        |  |
| Exprimés       | Exprimés                       | Exprimés          | 42 195       | 97,52        | 37 976      | 94,36       |  |

Le suppléant de Jean-Claude Bois était Guy Delcourt, maire de Lens, retraité de la fonction publique territoriale, conseiller général du canton de Lens-Nord-Ouest.

### Élections de 2007
| Candidat       | Candidat           | Parti          | Premier tour | Premier tour | Second tour | Second tour |  |
| Candidat       | Candidat           | Parti          | Voix         | %            | Voix        | %           |  |
| -------------- | ------------------ | -------------- | ------------ | ------------ | ----------- | ----------- |  |
|                | Guy Delcourt élu   | PS             | 13 690       | 34,93        | 23 574      | 64,22       |  |
|                | Béatrice Permuy    | UMP            | 8 757        | 22,34        | 13 137      | 35,78       |  |
|                | Bruno Troni        | PCF            | 5 164        | 13,18        |             |             |  |
|                | Freddy Baudrin     | FN             | 4 558        | 11,63        |             |             |  |
|                | David Bourgeois    | UDF–MoDem      | 2 225        | 5,68         |             |             |  |
|                | Naceira Vincent    | Les Verts      | 1 357        | 3,46         |             |             |  |
|                | Ali Bouhamama      | LCR            | 949          | 2,42         |             |             |  |
|                | Michel Darras      | LO             | 836          | 2,13         |             |             |  |
|                | Christian Lefrancq | CPNT           | 446          | 1,14         |             |             |  |
|                | Christian Poix     | COM            | 442          | 1,13         |             |             |  |
|                | Christian Guffroy  | PT             | 331          | 0,84         |             |             |  |
|                | Atessa Mohseni     | NC             | 240          | 0,61         |             |             |  |
|                | Eric Gourssol      | Divers         | 200          | 0,51         |             |             |  |
|                |                    |                |              |              |             |             |  |
| Inscrits       | Inscrits           | Inscrits       | 72 668       | 100,00       | 72 398      | 100,00      |  |
| Abstentions    | Abstentions        | Abstentions    | 32 134       | 44,22        | 33 587      | 46,39       |  |
| Votants        | Votants            | Votants        | 40 534       | 55,78        | 38 811      | 53,61       |  |
| Blancs et nuls | Blancs et nuls     | Blancs et nuls | 1 339        | 3,3          | 2 100       | 5,41        |  |
| Exprimés       | Exprimés           | Exprimés       | 39 195       | 96,7         | 36 711      | 94,59       |  |

#### Département du Pas-de-Calais
- La fiche de l'INSEE de cette circonscription : « Tableaux et Analyses de la treizième circonscription du Pas-de-Calais », sur insee.fr, site de l'Institut national de la statistique et des études économiques (consulté le 10 juin 2007) [PDF]

- « Tous les députés du département du Pas-de-Calais depuis 1789 » [archive du 30 septembre 2007], sur assemblee-nationale.fr, site de l'Assemblée nationale française (consulté le 10 juin 2007)

- « Informations contentieuses sur le département du Pas-de-Calais (Élections législatives de 2002) », sur conseil-constitutionnel.fr, site du Conseil constitutionnel (consulté le 13 juin 2007)

#### Circonscriptions en France
- « Carte des circonscriptions législatives en France », sur assemblee-nationale.fr, site de l'Assemblée nationale française (consulté le 10 juin 2007)

- « Résultats électoraux officiels en France », sur interieur.gouv.fr, site du ministère de l'Intérieur (France) (consulté le 13 juin 2007)

- Description et Atlas des circonscriptions électorales de France sur http://www.atlaspol.com, Atlaspol, site de cartographie géopolitique, consulté le 13 juin 2007.